# Liste des canaux de Santa Croce

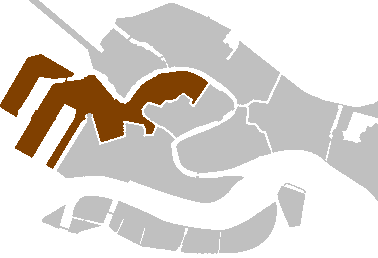
Localisation de Santa Croce à Venise.

Cet article recense les canaux de Santa Croce, sestiere de Venise en Italie.

## Généralités

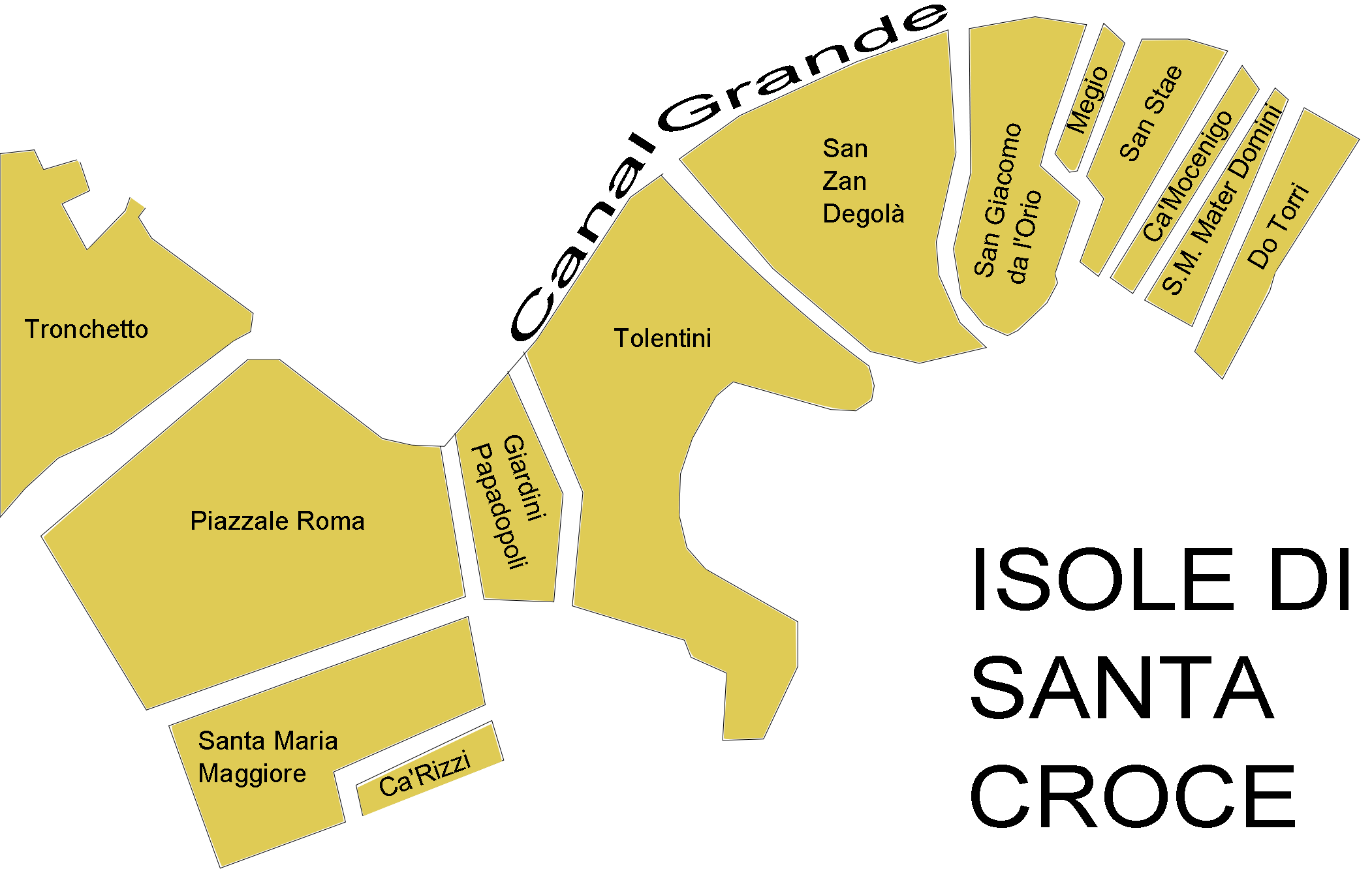
Carte des îles formant Santa Croce.

Comme les autres sestieri de Venise, Santa Croce est composé de plusieurs îles distinctes, séparées par des canaux. 
Situé dans l'ouest de Venise, Santa Croce est limitrophe des sestieri ou étendues d'eaux suivantes :
- Au nord : le Grand Canal, qui le sépare de Cannaregio
- À l'est : San Polo
- Au sud : Dorsoduro
- À l'ouest : la lagune de Venise

## Canaux

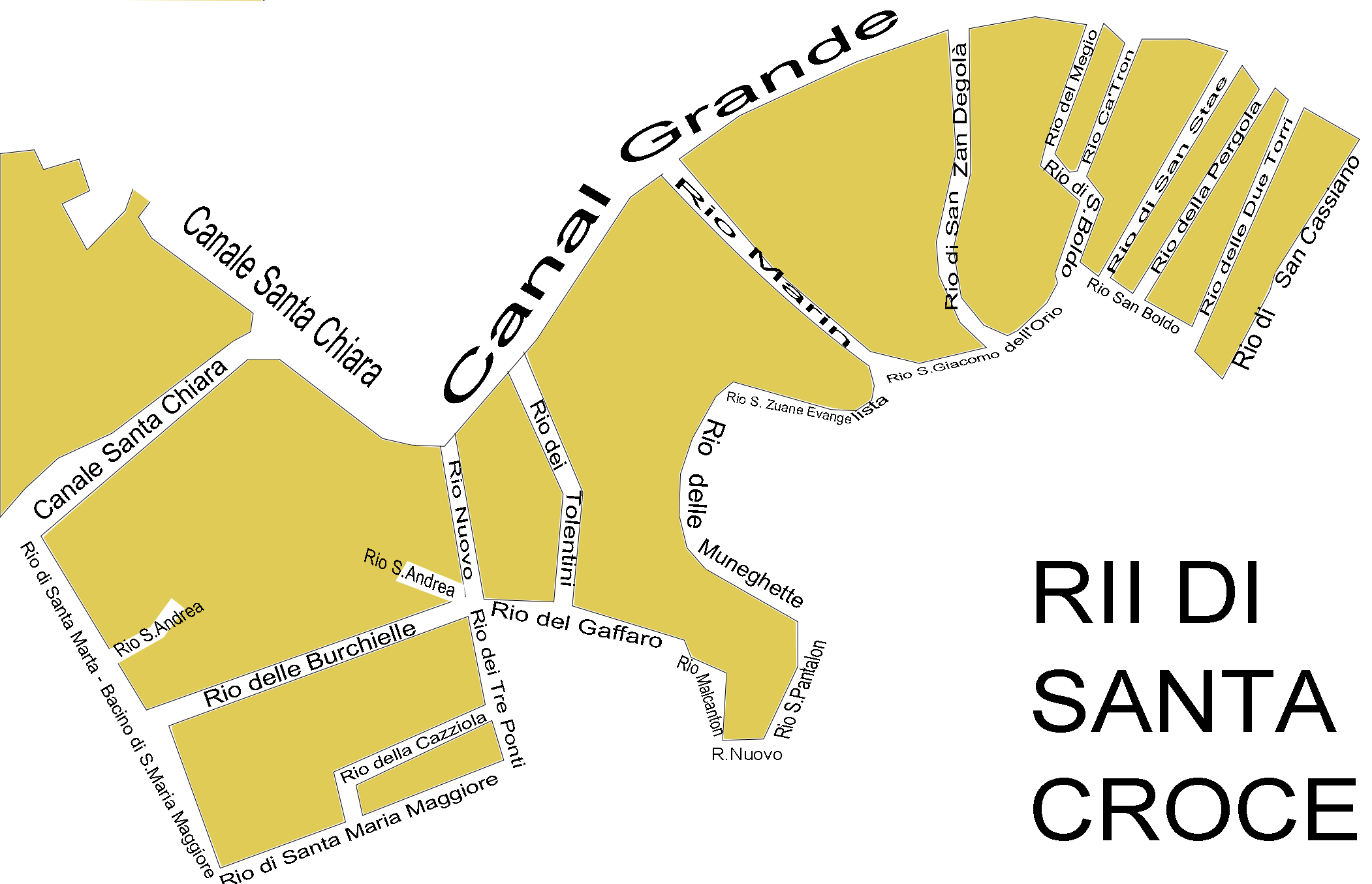
Carte des canaux de Santa Croce.

### Canaux limitrophes
En partant du nord et dans le sens des aiguilles d'une montre, Santa Croce est délimité par les canaux (ou étendues d'eau) suivants :
- Grand Canal

- Limite avec San Polo :
  - Rio de San Cassan (donne sur le Grand Canal)
  - Rio de San Boldo - Ponte Storto
  - Rio de San Giacomo da l'Orio
  - Rio de San Zuane
  - Rio de le Muneghete (ou delle Sacchere)

- Limite avec Dorsoduro :
  - Canal de Santa Chiara (ou de la Scomenzera)
  - Rio Novo
  - Rio de San Pantalon (ou de le Mosche)
  - Rio del Malcanton
  - Rio del Gaffaro (ou del Magazen)
  - Rio dei Tre Ponti
  - Rio de Santa Maria Maggior (ou de le Procuratie)
  - Rio de Santa Marta (ou bacino di Santa Maria Maggiore)

### Canaux donnant sur le Grand Canal
Les canaux suivants débouchent sur le Grand Canal :
- Rio de le do Torre (ou de Santa Maria Mater Domini)
- Rio de la Pergola (ou de Ca' Pesaro)
- Rio de San Stae (ou Mocenigo, ou de la Rioda)
- Rio de Ca' Tron
- Rio del Megio (ou Fontego dei Turchi)
- Rio de San Zan Degolà
- Rio Marin
- Rio dei Tolentini (ou de la Croce)

### Canaux à l'intérieur dusestiere
- Rio de le Burchiele
- Rio de la Caziola (ou de Ca'Rizzi)
- Rio di Sant'Andrea